# Antonín Štrauch
Antonín Štrauch (13. března 1831 Jičíněves – 19. ledna 1877 Jičín) byl český novinář, básník a spisovatel, a redaktor humoristických časopisů, pozdější šéfredaktor časopisu Humoristické listy. Kvůli své novinářské činnosti byl trestně stíhán a opakovaně vězněn, kteréžto okolnosti také vedly k jeho předčasnému úmrtí.

## Život

### Mládí
Narodil se v Jičíněvsi nedaleko Jičína ve východních Čechách v české rodině. Vychodil obecnou školu ve Slatinách a poté v Jičíně, posléze pak vystudoval jičínské gymnázium. Roku 1848 se ako člen jičínské Národní gardy zúčastnil revolučních událostí v Rakousku, když s gardou vyrazili na pomoc Pražskému červnovému povstání. Po maturitě nastoupil ke studiu matematiky a fyziky na Filozofické fakultě Karlo-Ferdinandovy univerzity, studia však nedokončil.

### Publicistická činnost
Od roku 1855 pracoval v redakci Pražských novin, redigovaných Josefem Šestákem. Byl spoluzakladatelem humoristisckého časopisu Rachejte, jeho překlady poezie z francouzštiny a polštiny byly publikovány mj. v časopise Lumír, začátkem 60. let 19. století pak nastoupil jako šéfredaktor Humoristických listů. Za kritiku monarchie a společenských poměrů byl Štrauch jako odpovědný redaktor souzen podle rakouského tiskového zákona a nakonec odsouzen k 13 měsícům vězení. Po propuštění roku 1865 získal místo redaktora Národních Listů. Následně však byl opětovně obviněn z podpory polského povstání roku 1863. Štrauch se rozhodl pro emigraci do Švýcarska, na hranicích byl však zadržen a posléze odsouzen ke dvěma letům těžkého žaláře. Věznění spolu s závažnou oční chorobou značně zhoršovalo jeho zdraví

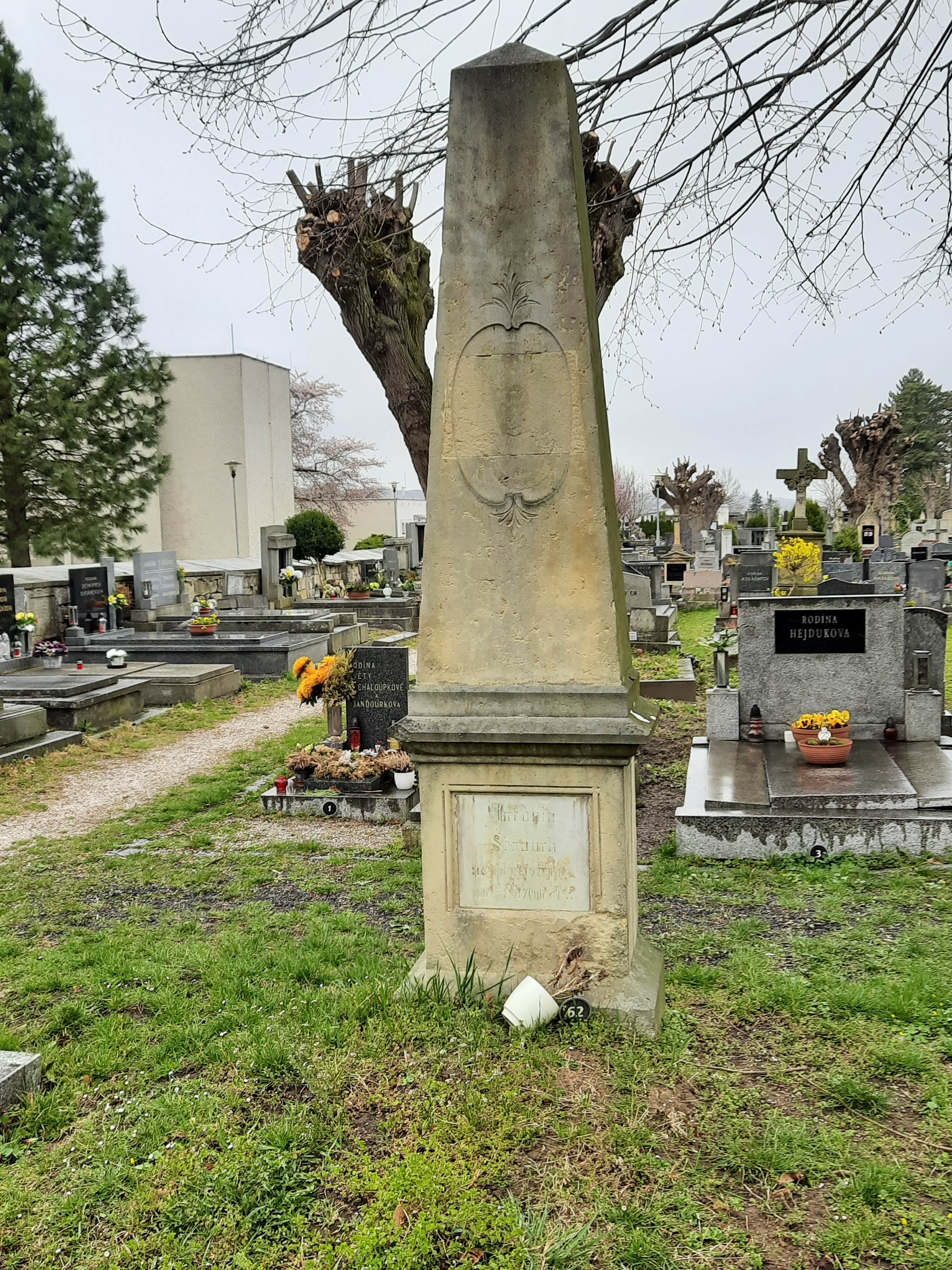
Hrob Antonína Štraucha na jičínském hřbitově

Po propuštění se přestěhoval ke své sestře Anně Beránkové do Jičína. I přes špatný zdravotní stav se ve městě zapojovat do společenského a spolkového života, mj. byl spoluzakladatelem a podporovatelem zdejšího Sokola a dalších českých spolků.

### Úmrtí
Antonín Štrauch zemřel 15. ledna 1877 následkem nákazy černými neštovicemi ve věku 46 let. Pohřben byl za hojné účasti na zdejším městském hřbitově.
Na vrchu Čeřovka nedaleko Jičína mu byl roku 1889 odhalen pomník v podobě obelisku s podobiznou a pamětní deskou.